# Cap Ténès
Le cap Ténès est un cap algérien situé sur la wilaya de Chlef au nord-est de Ténès.

## Description
Il est équipé d'un phare inauguré le 15 novembre 1865.
Une station préhistorique a été découverte à proximité du cap Ténès en 1933 par le Dr H. Marchand. La grotte basse est un abri de 10 m de profondeur sur 20 m d'ouverture, à environ 30 m du niveau de la mer. Elle a été fouillée en 1953-1954 par Jean Lorcin. La grotte haute, plus petite, a moins d'intérêt du point de vue archéologique.

### Littérature
- Les fiancées du Cap Ténés, Vénus Khoury-Ghata, JC Lattès, 1995  (ISBN 2709639793)